# HornetQ
HornetQ是JBoss社區所研發的開放源碼消息中間件；HornetQ是以Java 5 編寫，因此只需要操作系統支援Java虛擬機，HornetQ便可執行。

## 特色
- 支援Java消息服務 (JMS) 1.1 版本
- 集群 (Clustering)
- 支援龐大的消息（Message）－ 如在只有 50 Megabyte 隨機存取記憶體的主機上，HornetQ 支援數以Terabyte計的消息隊列 （Message Queue）[1]
- 設計理念：
  - 高性能 － 單一主機執行HornetQ，速度可達 100 MB/s [1]
  - 可用性 － 簡單的 API，以及用戶指南 [2]

## 外部連結
- HornetQ官方網站（页面存档备份，存于）